# Sheohar
Sheohar é uma cidade e sede de administração do distrito de Sheohar, no estado indiano de Bihar.